# BOLD-100
BOLD-100，即反式四氯二(1H-吲唑)合钌(III)酸钠，是一种临床开发中的钌基的抗癌药。截至2021年11月，在晚期胃肠道癌患者中，BOLD-100正与化疗方案FOLFOX联合进行1b期临床试验。它由Bold治疗有限公司开发。
BOLD-100具有八面体结构，赤面上由两个反式吲唑配体和四个氯离子配体，它的阳离子为钠，且含有痕量的铯。